# Buschanka (Swenyhorodka)
Buschanka (ukrainisch Бужанка; russisch Бужанка Buschanka) ist ein Dorf im Zentrum der ukrainischen Oblast Tscherkassy mit etwa 1900 Einwohnern.

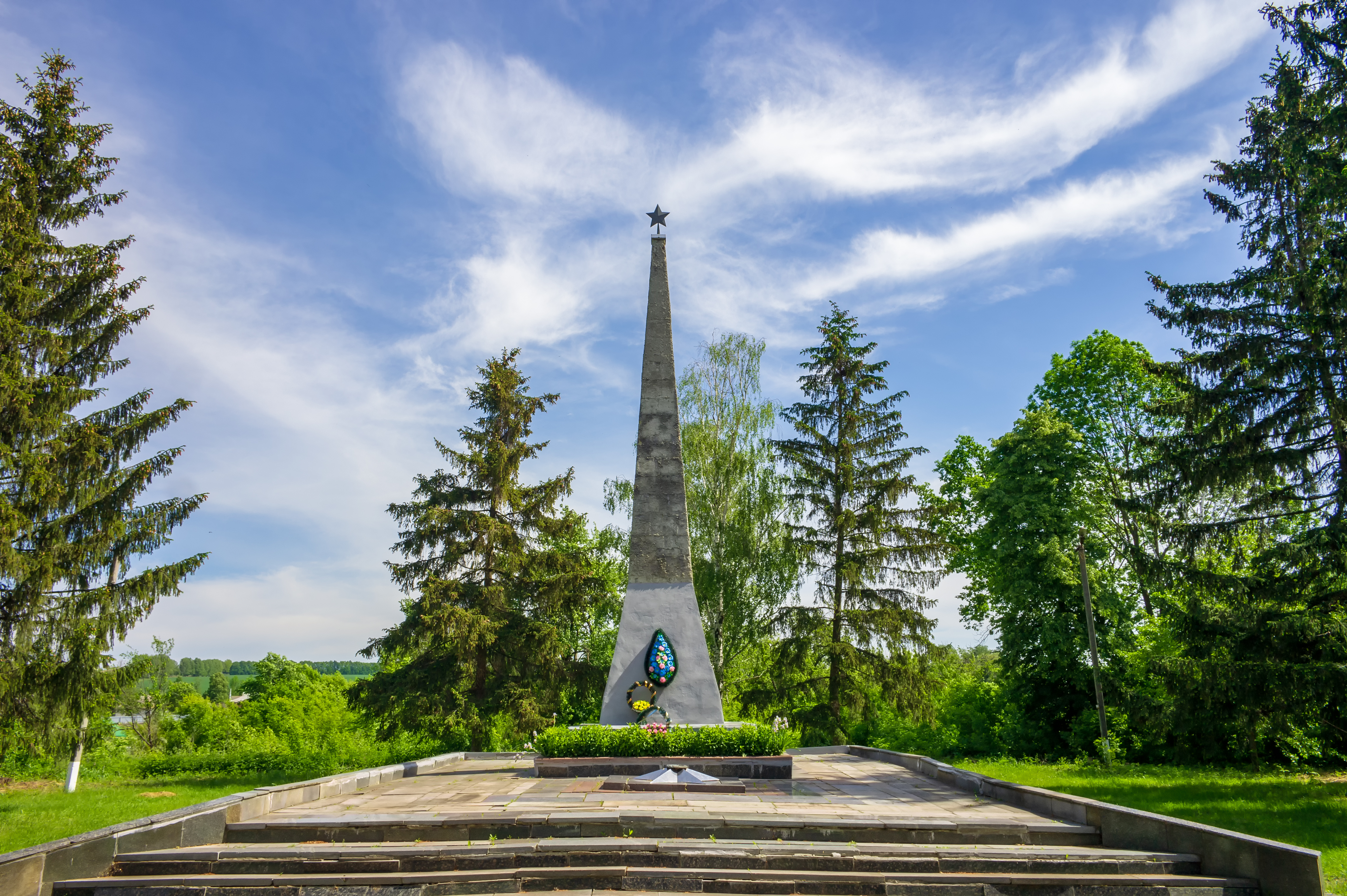
Denkmal im Ort

Das Dorf wurde Anfang des 17. Jahrhunderts zum ersten Mal schriftlich erwähnt und liegt am Fluss Hnylyj Tikytsch, 24 Kilometer nordwestlich der Rajonshauptstadt Swenyhorodka und 98 Kilometer westlich der Oblasthauptstadt Tscherkassy, die ehemalige Rajonshauptstadt Lyssjanka befindet sich 6 Kilometer östlich des Ortes.

## Verwaltungsgliederung
Am 27. August 2018 wurde das Dorf zum Zentrum der neugegründeten Landgemeinde Buschanka (Бужанська сільська громада/Buschanska silska hromada). Zu dieser zählten auch die Dörfer Jabluniwka, Kamjanyj Brid, Kutschkiwka, Schabjanka und Tychoniwka, bis dahin bildete es die gleichnamige Landratsgemeinde Buschanka (Бужанська сільська рада/Buschanska silska rada) im Zentrum des Rajons Lyssjanka.
Am 12. Juni 2020 kam noch das Dorf Pohybljak sowie die Ansiedlung Dubyna zum Gemeindegebiet.
Am 17. Juli 2020 kam es im Zuge einer großen Rajonsreform zum Anschluss des Rajonsgebietes an den Rajon Swenyhorodka.
Folgende Orte sind neben dem Hauptort Buschanka Teil der Gemeinde:
| Name                     | Name          | Name                         |
| ukrainisch transkribiert | ukrainisch    | russisch                     |
| ------------------------ | ------------- | ---------------------------- |
| Dubyna                   | Дубина        | Дубина (Dubina)              |
| Jabluniwka               | Яблунівка     | Яблоновка (Jablonowka)       |
| Kamjanyj Brid            | Кам’яний Брід | Каменный Брод (Kamenny Brod) |
| Kutschkiwka              | Кучківка      | Кучковка (Kutschkowka)       |
| Pohybljak                | Погибляк      | Погибляк (Pogibljak)         |
| Schabjanka               | Жаб’янка      | Жабянка                      |
| Tychoniwka               | Тихонівка     | Тихоновка (Tichonowka)       |